# Dự báo
Dự báo là một công tác rất quan trọng trong nhiều ngành. Dự báo đặc biệt quan trọng với việc quản lý vĩ mô và kinh doanh.

## Lịch sử vấn đề
Dự báo đã có nhiều manh nha từ trước, song nó chỉ thực sự phát triển vào cuối thế kỷ 19 trong một số ngành như hàng hải, nông nghiệp. Nhiều kỹ thuật dự báo ngày nay đã bắt đầu phát triển vào thế kỷ 19.

## Các phương pháp dự báo
Những phương pháp dự báo được đưa ra và hoàn thiện dần qua thực tế. Các phương pháp phổ biến và tốt nhất được phát triển gần đây là:
1. Phương pháp phân tích:
2. Phương pháp san mũ:
3. Phương pháp ARIMA:

Nhiều phương pháp dự báo đòi hỏi một khối lượng tính toán lớn được hỗ trợ bằng các thiết bị tối tân chuyên ngành và các máy tính lớn tại các trung tâm tính toán. Có thể dẫn ra đây về các trung tâm dự báo sóng thần ở ven biển, nhất là Thái Bình Dương sau thảm họa sóng thần năm trước.. Trung tâm dự báo sóng thần Thái Bình Dương (PTWC) luôn phối hợp với các cơ quan khác để cảnh báo về nguy cơ sóng thần, tránh các thiệt hại.

## Dự báo và các ngành chuyên môn
Mỗi một ngành lại xây dựng cho mình những phương pháp dự báo khác nhau. Có nhiều dự báo rất đặc thù như Phương pháp dự báo đứt gãy kiến tạo nhỏ được áp dụng cho việc nghiên cứu và dự báo về các vỉa than ở bể than Quảng Ninh.
Trong khi đó, trong kinh doanh, người ta có thể dùng nhiều phương pháp khác nhau tùy trường hợp và lĩnh vực cụ thể, thí dụ như dự báo tỷ giá hối đoái bằng phương pháp chuỗi thời gian, cũng về tỷ giá, người ta có thể dùng mô hình kinh tế lượng về nhân tố xác định tỷ giá.
Thời tiết và thủy văn là những ngành có nhiều phương pháp dự báo thuộc loại nhất. Tuy nhiên, ngoài các phương pháp dự báo của thế giới, còn có những phương pháp dựa trên đặc điểm tình hình cụ thể của từng khu vực như "Dự báo lũ bằng phương pháp mực nước tương ứng" của các học giả Việt Nam ở Đồng bằng sông Cửu Long.
Không thể liệt kê hết các phương pháp dự báo trong các ngành. Các phương pháp này còn tiếp tục được nghiên cứu và phát minh. Mỗi chuyên gia sẽ cần nắm được các phương pháp dự báo trong ngành của mình.